# Rudnea-Poșta (Vîsoka Pici), Jîtomîr
Rudnea-Poșta (în ucraineană Рудня-Пошта) este un sat în comuna Vîsoka Pici din raionul Jîtomîr, regiunea Jîtomîr, Ucraina.

## Demografie
Componența lingvistică a localității Rudnea-Poșta
     Ucraineană (97,42%)
     Rusă (2,58%)
Conform recensământului din 2001, majoritatea populației localității Rudnea-Poșta era vorbitoare de ucraineană (97,42%), existând în minoritate și vorbitori de rusă (2,58%).